# Brasfemes
Brasfemes ist ein Ort und eine Gemeinde im mittleren Portugal.

## Geschichte
Erstmals wurde der heutige Ort im Jahr 1139 dokumentiert, jedoch wurde in diesem Gebiet bereits von den ab 711 hier herrschenden Arabern eine Ortschaft namens Creixemires oder Creixemoil erwähnt. Ob diese bereits vor der ersten christlichen Rückeroberung 878 oder erst später, vor der endgültigen Eroberung der Region 1064 bestand, ist unklar.
Im 11. Jh. gehörte das Gebiet der heutigen Gemeinde zum Kloster Lorvão.

## Verwaltung
Brasfemes ist Sitz einer gleichnamigen Gemeinde (Freguesia) im Kreis (Concelho) von Coimbra. In ihr leben 1932 Einwohner auf einer Fläche von 9 km² (Stand 19. April 2021).
Folgende Ortschaften liegen in der Gemeinde:
- Bostelim
- Brasfemes
- Lagares
- Sinceira
- Vilarinho
- Logo de Deus
- Paredes